# Articsóka
Az articsóka (Cynara cardunculus var. scolymus) Észak-Afrikában őshonos fészkesvirágzatú zöldség- és gyógynövény. Az ókori görögök óta fogyasztott zöldségféle. Európában főleg a Földközi-tenger térségében – leginkább Olaszországban – termesztik, de konzervált formában az északibb területeken is fogyasztják. Magyarországon sokáig dísznövényként tartották.

## Rendszertana
Más rendszerezők a Cynara cardunculus fajba, esetleg ennek típusalfajába olvasztották, azaz Cynara cardunculus subsp. cardunculus néven, megint mások ugyanezen fajnak egyik változataként, azaz Cynara cardunculus var. scolymus néven tárgyalják.

## Megjelenése
Magas termetű, évelő növény. Zöldeskék, osztott, hosszú leveleinek fonákja fehéres színű.
Ránézésre rokonaihoz, a bogáncsformákhoz és a szamárkenyérhez hasonlóan veszedelmesen szúrósnak tűnik, filces-szőrös levelei azonban puhák, kellemes tapintásúak.
Magról hajtva többnyire csak a második évben kezd virítani, és 3-4 éven át ad jó termést. A bogáncséhoz hasonló, bíborszínű, majd’ ökölnyire megnövő fészekvirágzatai a nyár végén jelennek meg a virágzati tengelyeken.

## Felhasználása
Zöldségnövény: elhúsosodott virágzati tengelye és fészekpikkelyeinek töve képvisel táplálkozási értéket. Emiatt a fészekpikkelyekkel fedett virágzati bimbókat kocsányuk húsos részével együtt szedik le a növényről, majd blansírozás, párolás, sütés, marinálás és egyéb műveletek után eszik. Az olasz és francia éttermekből nem hiányozhat. Vásárlásnál érdemes a kisebb bimbókat választani. Készíthető belőle előétel fűszeres mártással, vagy megtölthető húsfélével. Markáns íze miatt nem kell fűszerezni, elég citromlével meglocsolni.
Az antik világban drága ínyencségnek számított: nem annyira íze, mint inkább vélt afrodiziákumos hatása miatt. Ezt ugyan nem sikerült tudományosan igazolni, de az articsóka a mediterrán konyha jóvoltából igen elterjedt.

### Gyógynövényként
Az articsókának állítólag étvágy, emésztésserkentő és koleszterinszint-csökkentő hatása van. A különböző hatásmechanizmusok miatt (a koleszterin fokozott kiválasztódása, megnövekedett koleszterinfelhasználás az epesav szintézishez és az új koleszterin képződésének gátlása a májsejtekben) valójában azt mondják, hogy az articsóka fogyasztása akár 12%-kal is csökkentheti az összkoleszterinszintet. Ebből a szempontból az articsóka fontos szerepet játszik az érelmeszesedés megelőzésében. A benne található keserűanyag cinarin serkenti a máj anyagcseréjét. A húsos részek főzésén-párolásán kívül leveleit zöldséglevekben, teákban, száraz kivonatokban és tinktúrákban használják. Gyógyászati és diétás hatásukat a polifenol- és különösen a speciális flavonoidok és kínasavszármazékok magyarázzák. Különösen az articsókalevelekből származó friss növényi kivonatokat használják sikeresen diszpepszia és hiperkoleszterinémia kezelésére. A védő szabadgyökfogó nitrogén-monoxid képződése jelentősen megnő. Ez a cukor- és zsíranyagcserét is javíthatja. A szív- és érrendszeri betegségek és a metabolikus szindróma is pozitívan befolyásolható vele. Az articsóka friss növényi kivonatai anyagcsere-serkentő hatást fejtenek ki az emberi szervezetben, ami az endogén gyökfogó nitrogén-monoxid fokozott képződése révén antioxidáns védelemmel jár. A nitrogén-monoxid serkenti a mitokondriumok aktivitását és képződését. Ez az általános egészségi állapot, az életminőség és a közérzet javulásához vezet a jelentősen megnövekedett anyagcsere-hatékonyság révén.

## Termelése
2023-ban az articsókát 30 országban termesztették 114 ezer hektár földterületen, és az éves termésmennyisége meghaladta az 1,6 millió tonnát. 2013 és 2023 között az articsóka földterülete 127 ezer hektárról 114 ezer hektárra (10,2%) csökkent, míg a termésmennyisége 1,5 millió tonnáról 1,6 millió tonnára (6,7%) nőtt.
A világ legnagyobb articsóka termelői közé tartozik Egyiptom (27,9%), Olaszország (22,9%), Spanyolország (11,3%), Algéria (8,6%) és Peru (8,4%). Ezek az országok a 2023-as termelésük alapján az első öt helyen álltak. 2023-ban Egyiptom és Olaszország az éves termés több mint felét (50,8%) adták a világ articsóka termelésének.
Legnagyobb exportáló országok az Spanyolország (29,8%), Olaszország (14,9%) és Franciaország (11,5%), míg a legnagyobb importországok Franciaország (29,9%), Olaszország (17,9%) és Belgium (7,9%).
2023-ban Magyarország 50 tonna articsókát termelt, így a 30 országból a 26. legnagyobb articsókatermelő volt. Magyarország főleg Olaszországból (47,1%), Ausztriából (17,9%) és Hollandiából (13,6%) importált articsókát. A behozott, valamint a megtermelt articsóka egy részét tovább értékesítette az ország, főleg Szlovákia (53,3%), Hollandia (22,6%) és Szlovénia (17,9%) felé.

## Beltartalmi anyagai
Beltartalmi anyagai: cinarin, szeszkviterpén-laktonok, alkaloidok, flavonoidok (szkolimozid), inulin, aromaanyagok, keserűanyagok.

## Termesztése
Április második felében állandó helyre, 1×1 m távolságra vetik, de így csak a következő évben szedhető, míg palántázással már az első évben is ad termést.
A palántaneveléshez már februárban melegágyba, cserépbe vetik a magot, márciusban válogatják a hajtásokat, és áprilisban ültetik ki állandó helyére. A hajtásválogatáskor leszedett rügydugványok továbbra is melegágyban tartva gyökereztethetők.
Víz- és tápanyagigényes növény. Ősszel az elvirágzott virágzati szárat kitörik, és felkupacolással, takarással védik a téli fagyok ellen – a védelmet a következő év áprilisában távolítják el. Ilyenkor ismét átnézik a hajtásokat, és a két legfejlettebbet hagyják meg. A virágzatkezdemény általában júliustól szeptemberig folyamatosan szedhető.

## Ábrázolása a művészetekben
A magyar irodalomban Rejtő Jenő: A három testőr Afrikában című regényében tesz szert különös szerepre, amikor a nagy Levin az úriember fogalmának meghatározására használja: „Úriember nem eszi az articsókát vajasmorzsával. Ez a felcseperedett kispolgárok legrútabb szokása”.

## Képek

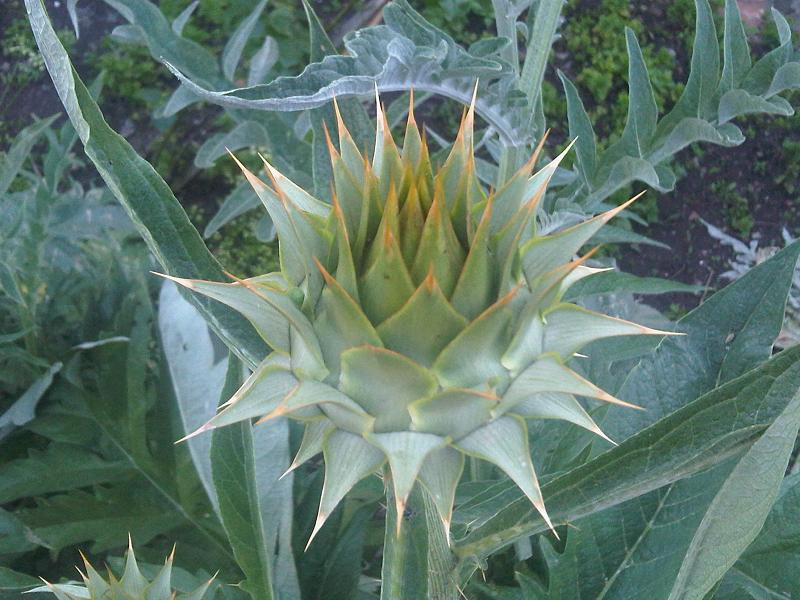
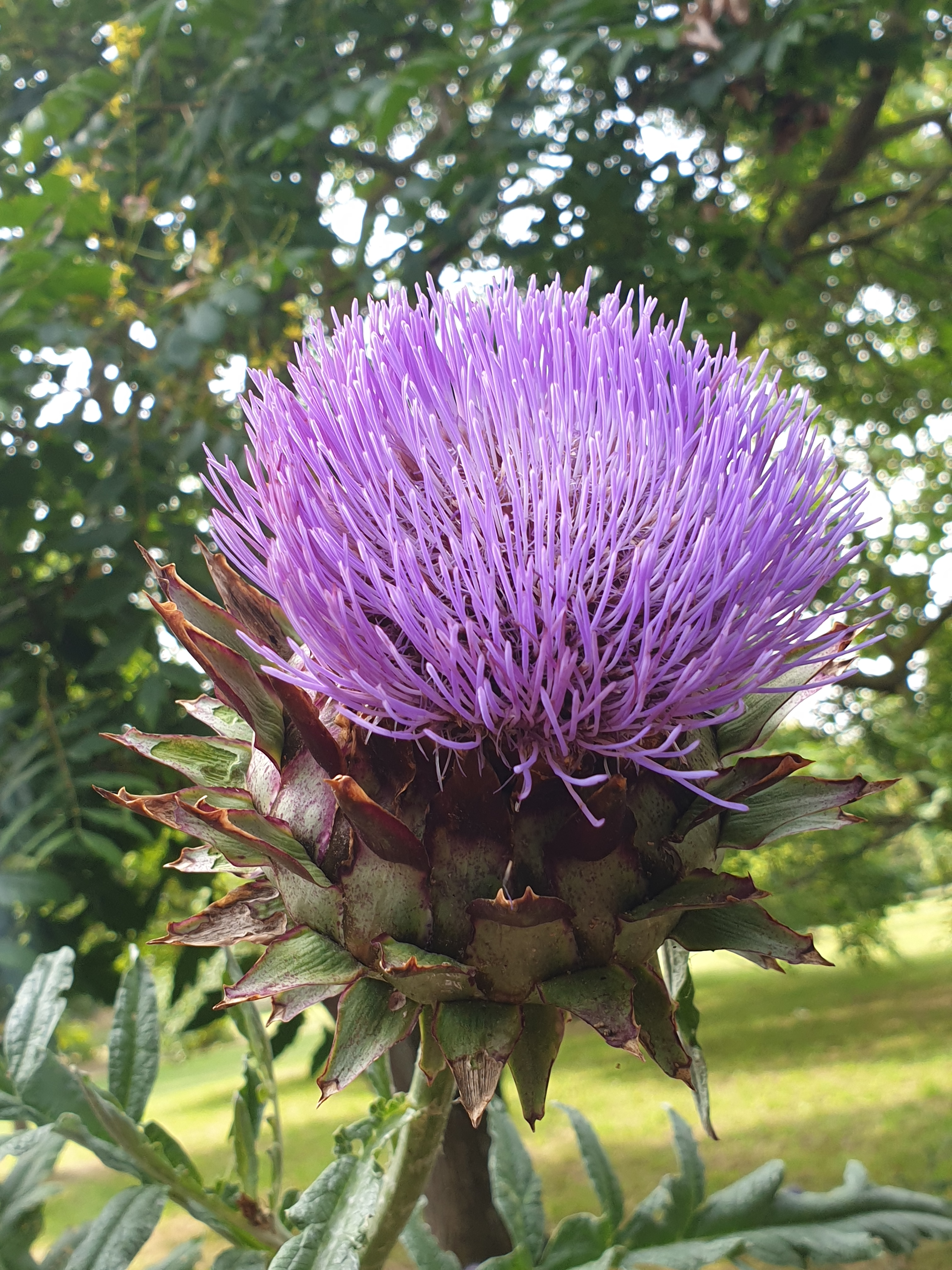
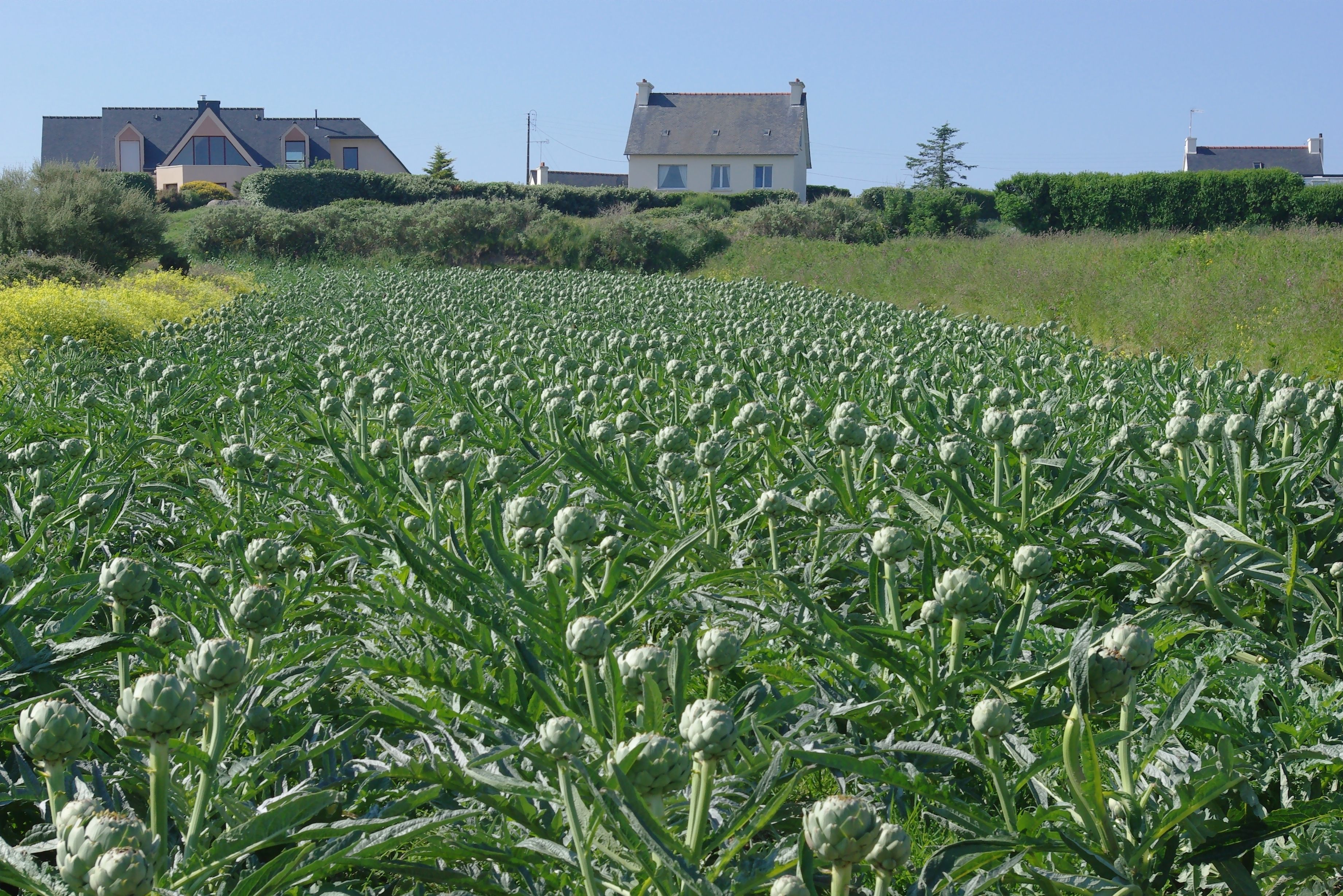

## Fordítás
- Ez a szócikk részben vagy egészben  az   Artischocke című német Wikipédia-szócikk ezen változatának fordításán alapul.  Az eredeti cikk szerkesztőit annak laptörténete sorolja fel. Ez a jelzés csupán a megfogalmazás eredetét és a szerzői jogokat jelzi, nem szolgál a cikkben szereplő információk forrásmegjelöléseként.